# I rusteghi

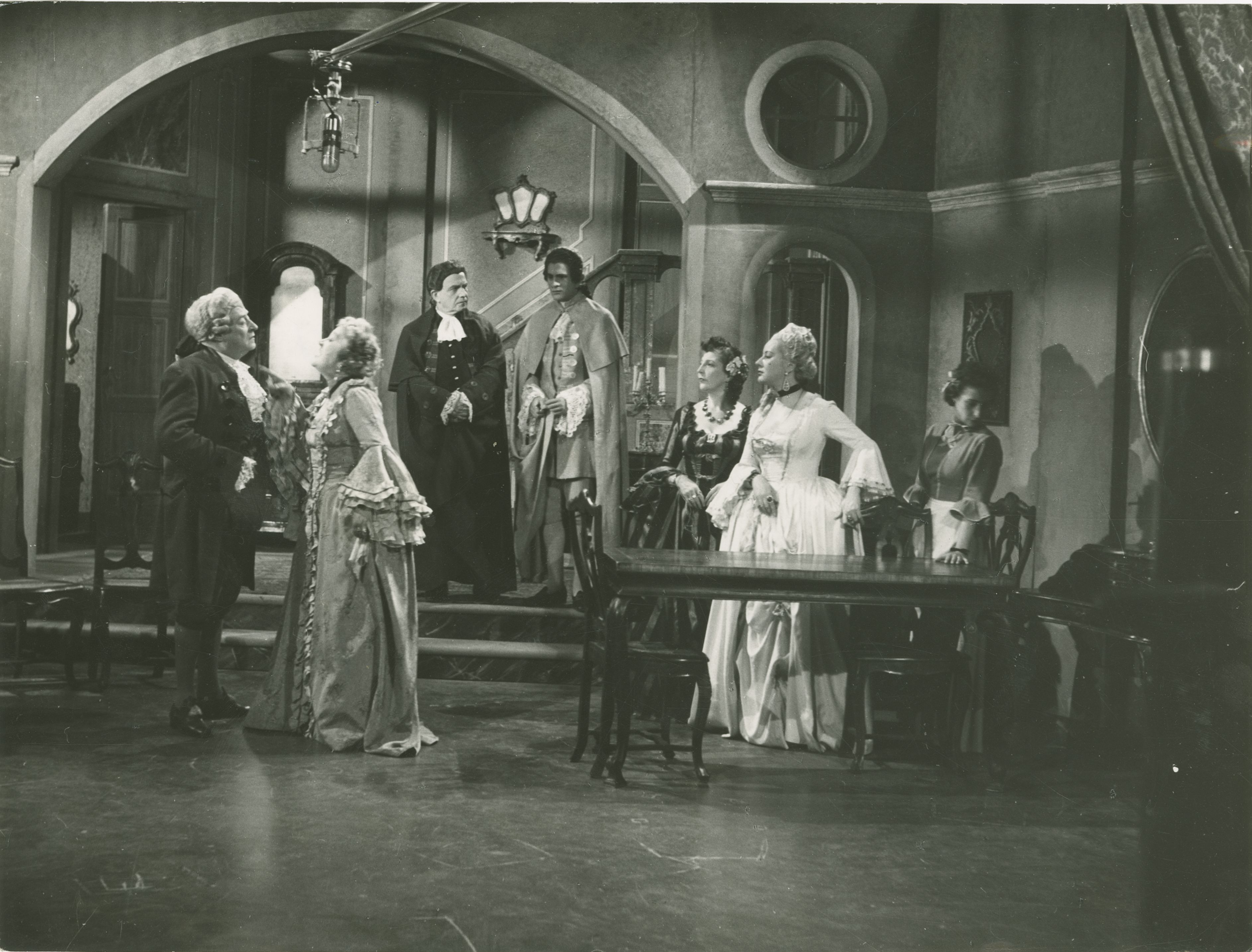
Foto di scena di una rappresentazione del 1954

I rusteghi è una commedia di Carlo Goldoni, scritta in veneziano. Fu rappresentata per la prima volta a Venezia al teatro San Luca verso la fine del Carnevale del 1760 e fu pubblicata nel 1762.

## Trama

### Atto primo
La commedia si apre con Lucietta, figlia di Lunardo, uno dei quattro rusteghi, e Margarita, moglie di quest'ultimo e matrigna di Lucietta, che si lamentano di non poter mai uscire di casa. Vengono interrotte da Lunardo che dice che avrebbero avuto ospiti quella sera stessa (gli altri tre rusteghi con le rispettive mogli) e spiega velocemente alla moglie, dopo aver mandato via in malo modo la figlia, l'accordo che ha fatto con Maurizio, un altro rustego, per farla sposare con il figlio di questo, Felippetto. Maurizio giunge proprio in quel momento e parla del prossimo matrimonio a Lunardo, dicendogli che suo figlio Felippetto vorrebbe vedere la figlia prima, il che viene fermamente negato da Lunardo.
Nella scena sesta del primo atto l'ambiente cambia: Felippetto, a casa di Marina, sua zia, le confessa il suo desiderio di vedere Lucietta. La zia si stupisce di questo divieto imposto al nipote, che viene fatto andar via dal marito di Marina, Simon, il terzo rustego che fa la sua apparizione. 
Dopo un breve diverbio fra Marina e suo marito, a casa loro arrivano Felicia, suo marito Canciano (il quarto e ultimo rustego, sottomesso alla moglie), ed il conte Riccardo, amico di Felicia. Mentre Riccardo tenta di cominciare una conversazione con il poco loquace Canciano, Felicia viene messa a conoscenza dei fatti e svela a Marina un piano che le è venuto in mente per far incontrare i due giovani fidanzati. Simon manda ancora tutti a casa in malo modo.

### Atto secondo
Anche il secondo atto si apre con Margarita e Lucietta. Questa invidia i vestiti della matrigna, agghindata per la cena di quella sera, e riesce a convincerla a farsi dar «un per de cascate» e una «colana de perle», che però non apprezza. Quando Lunardo arriva, dice ad entrambe di vestirsi come si conviene, e continua a rimbrottarle anche quando giungono i primi invitati, Marina e suo marito Simon. Lunardo viene a sapere che Simon è a conoscenza dei preparativi del matrimonio e i due si buttano a capofitto in una conversazione che sfiora la misoginia.
Nel frattempo, Marina, con il consenso di Margarita, racconta a Lucietta l'intera faccenda del matrimonio, compreso l'impegno che Felicia si era assunta di far incontrare i due promessi sposi. Infatti, poco dopo giunge Felicia che preannuncia l'imminente arrivo di Felippetto. Questo arriva mascherato da donna, accompagnato dal conte Riccardo. I due si piacciono a prima vista.
Il dolce incontro viene però bruscamente interrotto dal ritorno inaspettato di Lunardo, Simon e Canciano. Lunardo, del tutto imprevedibilmente, annuncia alle donne che il matrimonio si sarebbe fatto «ancuo, adessadesso», e che Maurizio era già stato mandato a chiamare il figlio. Questo torna, trafelato, dicendo di non aver trovato il figlio a casa, che infatti, insieme al conte Riccardo, si era nascosto in una stanza.

### Atto terzo
Scoppia il putiferio tra gli uomini, che si lamentano delle proprie mogli e accusano quelle degli altri. La situazione viene risolta solo dall'intervento di Felicia, che, dimostrando fermezza ed abilità retorica, riesce a convincere i quattro rusteghi che, dopotutto, non era successo nulla di grave. Dopo gli ultimi rimproveri ai figli da parte dei rispettivi padri, tutti si riconciliano e Felicia può ben ricordare il motivo per cui si erano dati appuntamento, ossia cenare piacevolmente insieme.

## Personaggi

### Irusteghi
I quattro rusteghi che danno il nome alla commedia sono, in ordine di apparizione, Lunardo, Maurizio, Simon e Canciano. Tutti e quattro condividono diversi aspetti in comune: cercano di imporre alle rispettive mogli le usanze tradizionali, di frenarle nelle mode da loro considerate troppo bizzarre o eccentriche; vietano loro di uscire di casa, addirittura di affacciarsi sul balcone, e di andare alle feste o a vedere commedie; non sopportano estranei in casa, e ciò denota anche una loro naturale ripulsione verso la conversazione.
È significativo il fatto che Goldoni sfaccetti lo stesso genere di personaggio. Nelle proprie rappresentazioni, egli vuole rappresentare tutta la realtà contemporanea, nelle sue multiformi manifestazioni, osservandone i vari tipi umani e situazioni che vi si possono determinare: in ciò si allontana della tradizione della commedia dell'arte, fino ad allora di molto successo, che rappresentava solo stereotipi per ogni personaggio. La figura del rustego, in questo caso, si amplia, e al suo interno si crea tutta una serie di caratteri aventi ognuno una propria particolarità, non solo fisica, ma anche morale e psicologica.

#### Lunardo
Lunardo è un mercante, marito di Margarita e padre di Lucietta: già di primo acchito, dopo una descrizione indiretta da parte di moglie e figlia (I, 1), si mostra come un personaggio serio, che tende ad imporre la sua autorità (I, 2), nonostante il suo intercalare «vegnimo a dir el merito», al pari del «figurarse» di sua moglie, lo renda un poco ridicolo. Sebbene sia sicuramente impulsivo e diffidente, in alcune battute emerge il suo carattere a volte affettuoso, cauto ed appassionato: evita, infatti, di entrare in liti furibonde con Margarita (I, 2: «Cussì, vedeu? me piase anca mi praticar»), e, a volte, usa persino espressioni dolci (I, 2: «Via, vegní qua tute do, sentí»). È il primo a parlare dopo che Felicia ha terminato il suo persuasivo discorso rivolto ai quattro (III, 2: «Cossa diseu, sior Simon?»).

#### Maurizio
Maurizio, cognato di Marina e padre di Felippetto, è il più avaro: ciò si evince già dalla prima scena in cui compare, dove si mette a discorrere con Lunardo della dote della figlia come se si trattasse di una pura compravendita commerciale (I, 5). Dotato di questo spirito da mercante, è strettamente chiuso nel suo mondo e pensa di avere autorità sul figlio (I, 5: «el puto farà tuto quelo che voggio mi»), cercando di imporgliela in modo goffo (III, ultima: «Varda ben che anca se ti te maridi, voggio che ti me usi l'istessa ubidienza, e che ti dipendi da mi», subito dopo accettando Lucietta come figlia).

#### Simon
Simon è un mercante, marito di Marina. Appena entra in scena, in casa sua, scaccia Felippetto (suo nipote) bruscamente (I, 7: rivolto alla moglie, afferma che «Tuto quelo che no me piase, ve lo posso, e ve lo voggio impedir»), mostrando di essere il rustego più duro ed inaccessibile: ostinato, nemmeno dice alla moglie dove sarebbero andati a mangiare (I, 8).

#### Canciano
Canciano, marito di Felicia, è il più debole dei quattro, di poche parole e vilmente sottomesso alla moglie (I, 9: è l'unico che dice «siora sì»). Già nella prima scena in cui compare viene messo in disparte e si capisce che la moglie sta tramando qualcosa, poiché questa va in giro col conte Riccardo, che Canciano neanche conosce, con la tacita approvazione del marito. Rifiuta ogni stimolo di conversazione col conte Riccardo, mentre si mostra più che loquace con gli altri rusteghi, arrivando a sparlare del carattere delle donne e dei modi con cui si dovrebbe «castigarle» (III, 1).

### Le donne
Le donne sono certamente molto più differenziate dei rusteghi. 
Esiste una profonda differenza fra la concezione del mondo di queste ultime della commedia e quella dei mariti: mentre questi sono ostinatamente legati a regole dettate da un irragionevole senso del pudore o della tradizione, le donne sono portatrici di un senso della misura molto più sano ed elastico; Felicia testimonia questa visione della vita nel suo discorso ai rusteghi nella scena seconda del terzo atto: 
(Atto III, scena 2)

#### Margarita
Margarita, moglie di Lunardo in seconde nozze, è la donna meno briosa. Con la figliastra Lucietta ha un rapporto altalenante, fatto di ostinati, ma non troppo convinti, divieti, compromessi, concessioni e qualche piccola lite. Lucietta prova nei confronti di Margarita un tiepido affetto, mentre Margarita appare solamente affettuosa, ma prova in realtà invidia per Lucietta che è in procinto di sposare un giovane e bell'uomo, quale Filippetto, a differenza sua, moglie del vecchio Lunardo.

Di carattere arrendevole e pauroso, ma anche buono e ragionevole, Margarita intrattiene col marito la relazione migliore fra le coppie della commedia: entrambi replicano e si ascoltano a vicenda, sebbene Margarita mostri, soprattutto all'inizio, una certa arrendevolezza al coniuge. Nel terzo atto, invece, finalmente, si fa portavoce delle istanze della figliastra e al marito dice, pur moderata nel tono, convinta e sicura: 
(Atto III, scena ultima)

#### Marina
Marina, moglie di Simon, buona e amante del pettegolezzo, è la prima a voler cercare di render giustizia e a pronunciare a Felippetto, riferendosi a Lucietta, la frase da cui nasce tutto l'espediente: 
(Atto I, scena 6)
Con tutti intrattiene rapporti di affettuosità, soprattutto con i due giovani, di cui si prende fortemente a cuore il desiderio di incontrarsi. È lei a dare la lieta notizia a Lucietta, previo l'ottenimento del consenso, a scapito di litigi, della matrigna.
Col marito, invece, ha una relazione disastrosa, ma non per causa sua, bensì per l'assurda ottusità di Simon. Non si fa sottomettere, ma non riesce ad aver ragione delle reticenze ingiustificate del marito, che non le dice nemmeno dove sarebbero andati la sera né con chi. Solo nel terzo atto riesce finalmente a zittirlo: 
(Atto III, scena 4)

#### Felicia
Felicia è certamente la figura più baldanzosa di tutta la commedia. Stupisce la sua posizione di dominanza rispetto al marito Canciano, che la rende unica fra tutte le donne. Intraprendente e risoluta, dà l'impressione di aver in mano l'intera situazione, talvolta sfiorando la presunzione (II, 8: «lassème far a mi. So mi quel che gh'ho da dir»). Sa, tuttavia, riconoscere i suoi sbagli (II, 14: «Son una donna onorata. Ho falà, e ghe vôi remediar»), e riesce magistralmente a risolvere la situazione.

È lei, infatti, che parla ai rusteghi facendoli ragionare sull'insensatezza delle loro decisioni, persuadendoli che non c'era nulla di male nel fatto che Felippetto e Lucietta si vedessero; Felicia si mostra sempre sicura di sé, affermando di essere una «donna civil», «donna giusta» e «donna d'onor» (III, 2). Si assume tutte le responsabilità della vicenda (III, 4: «No la ghe n'ha colpa, son causa mi», «Parlè con mi, ve responderò mi», «Criè co mi, che son causa mi») e scioglie, finalmente, tutte le tensioni, offrendo anche una sincera lezione di vita: 
(Atto III, scena ultima)

### Lucietta e Felippetto
Lucietta e Felippetto, i due giovani mai incontratisi, ma destinati dai padri a sposarsi, sono figure rispettose, ma ingenue e inesperte. Non tentano mai di sconvolgere l'ordine, ma subiscono passivamente sia le imposizioni limitanti dei padri, sia l'euforia delle donne, specialmente Marina e Felicia, che sembrano assumersi in modo sentito l'incarico di farli incontrare.
In questo essi non possono essere visti come i diretti antagonisti dei rusteghi, perché mancano di forza propria; anzi, risultano, con la loro subordinazione, taciti approvatori dell'obsoleta tradizione che i padri stanno portando ostinatamente avanti.

## La critica della borghesia
Nei capolavori goldoniani tra gli anni 1759 e 1762 (Gl'innamorati, La casa nova, La trilogia della villeggiatura, Sior Todero brontolon e Le baruffe chiozzotte, oltre che I rusteghi) si assiste ad una profonda critica della borghesia. I quattro rusteghi rappresentano, appunto, il ripiegamento conservatore di questo ceto, che viene contrapposto alla vitalità dei giovani e delle donne della commedia.

### Il paragone con Pantalone
Pur appartenenti al medesimo strato sociale, i rusteghi si contrappongono in modo forte alla saggezza del borghese Pantalone, protagonista de La famiglia dell'antiquario, commedia scritta una decina di anni prima. 
Pantalone si impegnava nella ricomposizione del diverbio nato fra la suocera e la nuora, che minacciava l'unità familiare, mentre questo compito, ne I rusteghi, è svolto dalle mogli e non dai quattro zotici che danno il titolo alla commedia. Le somiglianze ci sono: non si mette in dubbio la laboriosità e l'onestà dei rusteghi, delle quali, peraltro, non si accenna nemmeno; ma l'adesione maniacale a dei principi tradizionalisti ne decretano il giudizio negativo.

## Teatro e metateatro
Tutta la vicenda è incentrata in una situazione di metateatro. Già nella prima scena Margarita e Lucietta si lamentano di non essere potute andare a vedere, durante tutto il Carnevale, «gnanca una strazza de comedia».
Goldoni sfrutta questo espediente per accrescere la simpatia del pubblico verso le donne, che, al contrario dei mariti che ritengono il teatro una disprezzabile e sconveniente perdita di tempo, guardano ad esso come una valvola di sfogo per le pressioni che gli uomini esercitano su di loro, esattamente come il pubblico veneziano di quel periodo guardava alle rappresentazioni sceniche.
Altri esempi di metateatro, più espliciti, sono la battuta del conte Riccardo nella scena undicesima del secondo atto:
(Atto II, scena 11)
e le battute di Felicia alla fine sia del secondo sia del terzo atto: 
(Atto II, scena 14)
(Atto III, scena ultima)